# Peter Woodthorpe
Peter Woodthorpe, född 25 september 1931 i York i North Yorkshire, död 12 augusti 2004 i Banbury i Oxfordshire, var en brittisk skådespelare och röstskådespelare. Woodthorpe medverkade i över 40 filmer och tv-serier. Han gjorde bland annat rösten till Gollum, både i den animerade filmen Sagan om ringen från 1978 och i BBC:s radioadaption från 1981.

## Filmografi i urval
- 1964 – Frankensteins monster
- 1968 – De tappra 600
- 1968 – Sherlock Holmes (TV-serie)
- 1978 – Sagan om ringen
- 1980 – Spegeln sprack från kant till kant
- 1983 – Operation kidnappning
- 1983 – Röd monark
- 1984 – En julsaga
- 1987–1988 – Kommissarie Morse (TV-serie)
- 1989 – Coronation Street (TV-serie)
- 1994 – Den galne kung George
- 1995 – England, My England
- 1996 – Jane Eyre
- 1997 – Odysséen (TV-serie)
- 1998 – Merlin (Miniserie)
- 2000 – David Copperfield